# Monika Dommann

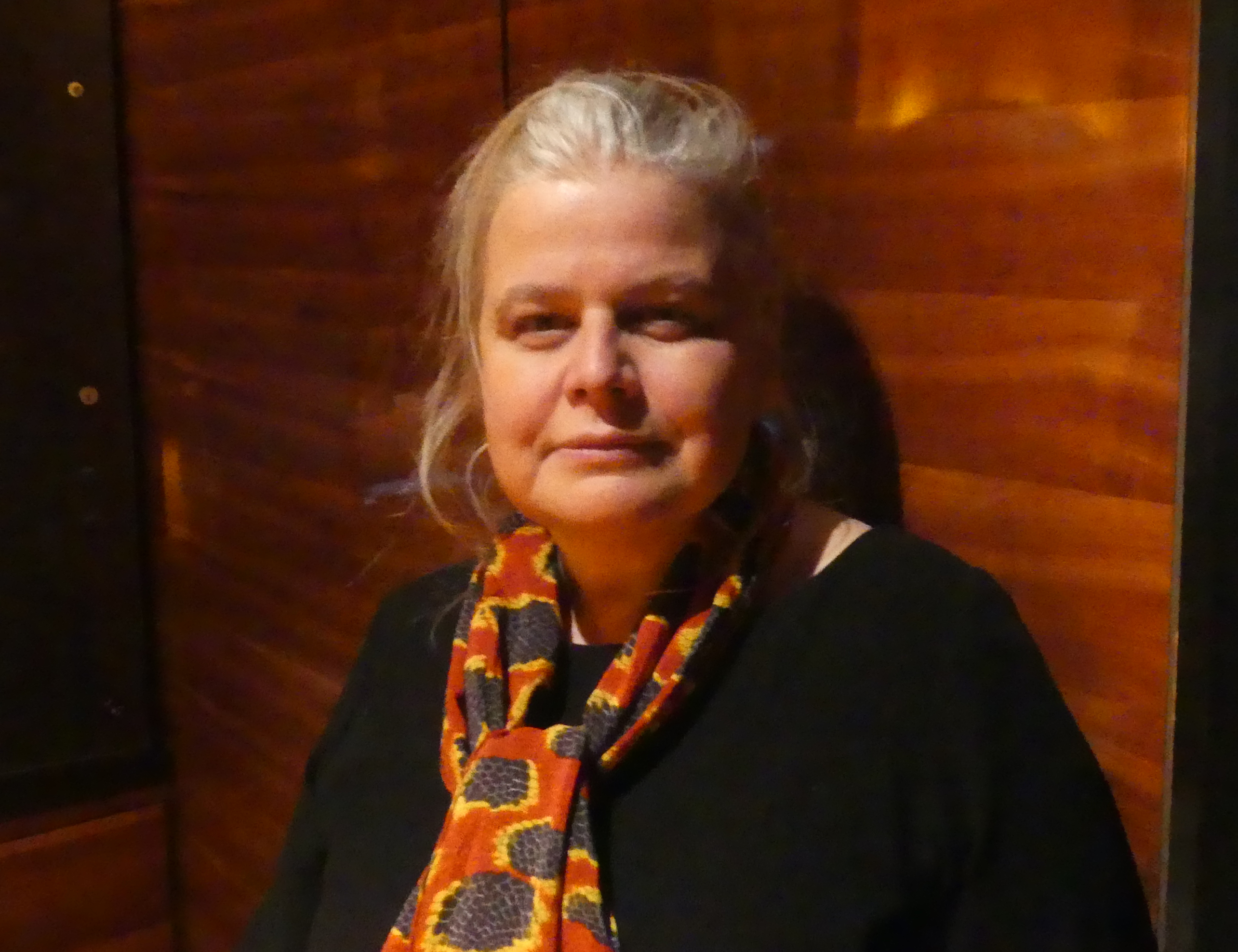
Monika Dommann (2020)

Monika Dommann (* 30. Mai 1966 in Walchwil) ist eine Schweizer Historikerin und Universitätsprofessorin.

## Leben

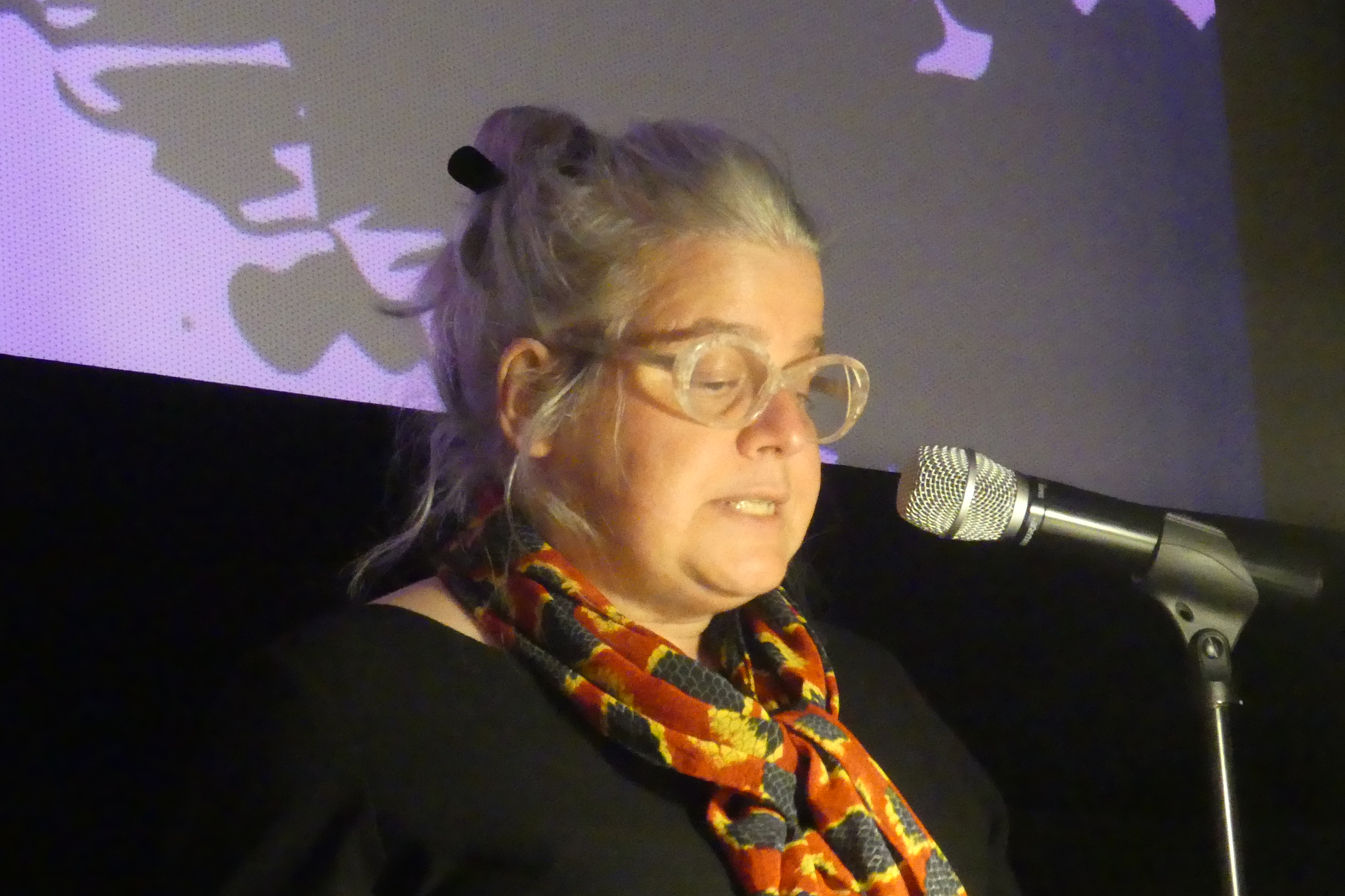
Bei einem Vortrag zu "Deep Throat" im Rahmen des Porny Days Festivals 2020 in Zürich

Monika Dommann studierte Spanisch in Salamanca sowie Geschichte und Volkswirtschaftslehre an der Universität Zürich. Dort war sie 1997–2003 Assistentin am Historischen Seminar bei Jakob Tanner. Nach der Promotion 2002 arbeitete sie an ihrer Habilitationsschrift, unterstützt durch ein Stipendium des Nachwuchsförderungskredits der Universität Zürich und einen Beitrag des Schweizerischen Nationalfonds. 2009–2012 war sie Förderprofessorin am Historischen Seminar der Universität Basel. Im Mai 2012 habilitierte sie sich an der Universität Zürich. Dort unterrichtet sie seit 2013 als Professorin für Geschichte der Neuzeit am Historischen Seminar. Von 2016 bis 2020 war sie zudem Fellow am Collegium Helveticum, ausserdem war sie bis 2021 Ko-Direktorin des Zentrums Geschichte des Wissens der Universität Zürich und der ETH Zürich.

## Forschung
Ihr Forschungsinteresse gilt den Verflechtungen der Alten und Neuen Welt, der Geschichte materieller Kulturen, immaterieller Güter, der Logistik, des Marktes und seiner Grenzen, von Bild- und Tonspeichern sowie der Methodologie und Theorie der Geschichtswissenschaft.
Zur Logistik der Weltwirtschaft forderte sie 2023 mehr politische Aufmerksamkeit, man dürfe Logistik nicht an Techniker delegieren: Deren effizienteste Lösung sei «nicht immer die beste Lösung fürs Allgemeinwohl».

## Werke

### Monografien
- Durchsicht, Einsicht, Vorsicht: Eine Geschichte der Röntgenstrahlen 1896–1963. Chronos, Zürich 2003, ISBN 978-3-0340-0587-6.
- Autoren und Apparate: Die Geschichte des Copyrights im Medienwandel. Fischer, Frankfurt am Main 2014, ISBN 3-100-15343-X.
  - Engl. Ausgabe: Authors and Apparatus: A Media History of Copyright. Cornell University Press, Ithaca 2019, ISBN 978-1-5017-0992-0.
- Materialfluss: Eine Geschichte der Logistik an den Orten ihres Stillstands. Fischer, Frankfurt am Main 2023, ISBN 978-3-1039-7150-7.

### Herausgaben
- mit Gleb J. Albert und Lucas Federer: Archive des Aktivismus. Schweizer Trotzkist*innen im Kalten Krieg, Intercom Verlag, Zürich 2018, ISBN 978-3-9524954-1-4. (Open Access)
- mit Hannes Rickli und Max Stadler: Data Centers. Edges of a Wired Nation, Lars Müller Publishers, Zürich 2020, ISBN 978-3-03778-645-1.
- mit Sibylle Marti: Kriegsmaterial im Kalten Krieg. Rüstungsgüter in der Schweiz zwischen Militär, Industrie, Politik und Öffentlichkeit, Themenheft: Itinera. Beihefte zur Schweizerischen Zeitschrift für Geschichte 47, Bern 2020, ISBN 978-3796541049.
- mit Ulrike Bergermann, Erhard Schüttpelz, Jeremy Stolow und Nadine Taha: Connect and Divide.The Practice Turn in Media Studies, Diaphanes, Zürich 2021, ISBN 978-3035800517.
- mit Juan Flores, Kristina Schulz und Simon Teuscher: Arbeit im Wandel: technische Umbrüche, soziale Konflikte und geopolitische Herausforderungen. Chronos, Zürich 2024, ISBN 978-3034017039.
- mit Lena Kaufmann: Sozial-/Kulturanthropologie und Zeitgeschichte, Themenheft Zeithistorische Forschungen 21 (2024/2025), Heft 1.